# Chapel (langage)
Pour les articles homonymes, voir Chapel.
Chapel est un langage de programmation conçu pour la programmation parallèle, développé par Cray.